# Solčany
Solčany (in ungherese Szolcsány) è un comune della Slovacchia facente parte del distretto di Topoľčany, nella regione di Nitra.